# Energía de cohesión gravitacional
La energía de cohesión gravitacional es la energía mínima que tiene que ser aplicada a un sistema para éste deje de estar unido mediante la atracción de la gravedad. Un sistema unido por la gravedad tiene energía potencial gravitacional menor que la suma de sus componentes por separado — esto es lo que mantiene el sistema agregado de acuerdo con el principio de energía potencial mínima total. 
Para una masa esférica de densidad uniforme, la energía de cohesión gravitacional U está dada por la fórmula
{\displaystyle U={\frac {3GM^{2}}{5R}}}
donde G es la constante de gravitación , M es la masa de la esfera, y R es su radio.
Suponiendo que la Tierra es una esfera uniforme  (lo cual no es del todo correcto, pero lo suficiente para obtener una estimación del orden de magnitud) con {\displaystyle M=5.97\cdot 10^{24}\,{\mbox{kg}}} y {\textstyle R=6.37\cdot 10^{6}\,{\mbox{m}}}, obtenemos {\displaystyle U=2.24\cdot 10^{32}\,{\mbox{J}}}. Esto es aproximadamente igual a una semana de la producción de energía total del Sol, que es de 37.5 MJ/kg, 60% del valor absoluto de la energía potencial por kg en la superficie.
Si en lugar de una densidad uniforme, usamos la densidad en función de la profundidad, obtenida a partir del tiempo de viaje de las ondas sísmicas (ecuación de Adams-Williamson), está dado en el Modelo de Tierra de Referencia Preliminar (PREM). Teniendo en cuenta esto, la energía de cohesión gravitacional real de la tierra puede ser calculada numéricamente como {\displaystyle U=2.487\cdot 10^{32}\,{\mbox{J}}}.
Según el teorema del virial, la energía de cohesión gravitacional de una estrella es aproximadamente dos veces su energía térmica interna.

## Desarrollo para una esfera uniforme
La energía de cohesión gravitacional de una esfera de radio R se obtiene al calcular la energía total de alejar hasta el infinito todas las capas de espesor dr externas de la esfera sucesivamente.
Suponiendo una densidad constante ρ, las masas de una capa y el interior de esfera sea:
{\displaystyle m_{\mathrm {capa} }=4\pi r^{2}\rho \,dr}  y  {\displaystyle m_{\mathrm {interior} }={\frac {4}{3}}\pi r^{3}\rho }
La energía requerida para una capa es el negativo de la energía potencial gravitacional:
{\displaystyle {\it {dU}}=-G{\frac {m_{\mathrm {capa} }m_{\mathrm {interior} }}{r}}}
Integrando para todo las capas:
{\displaystyle U=-G\int _{0}^{R}{\frac {(4\pi r^{2}\rho )({\tfrac {4}{3}}\pi r^{3}\rho )}{r}}dr=-G{\frac {16}{3}}\pi ^{2}\rho ^{2}\int _{0}^{R}{r^{4}}dr=-G{\frac {16}{15}}{\pi }^{2}{\rho }^{2}R^{5}}
El valor de la densidad ρ usado aquí es sencillamente igual a la masa total dividida por su volumen para objetos con densidad uniforme, por tanto
{\displaystyle \rho ={\frac {M}{{\frac {4}{3}}\pi R^{3}}}}
Y finalmente, insertado esto a nuestro resultado obtenemos a la fórmula
{\displaystyle U=-G{\frac {16}{15}}\pi ^{2}R^{5}\left({\frac {M}{{\frac {4}{3}}\pi R^{3}}}\right)^{2}=-{\frac {3GM^{2}}{5R}}}.